# Ron Carter
Pour les articles homonymes, voir Ron Carter (homonymie) et Carter.
Ron Carter est un contrebassiste et violoncelliste américain de jazz et de musique classique, né le 4 mai 1937 à Ferndale (Michigan). Il est notamment connu pour ses collaborations avec Miles Davis, Herbie Hancock, Wayne Shorter, McCoy Tyner, Eric Dolphy et Gil Evans. Ses contributions à plus de 2 200 albums en font le contrebassiste le plus enregistré et, par conséquent, l'un des plus importants de l'histoire du jazz.

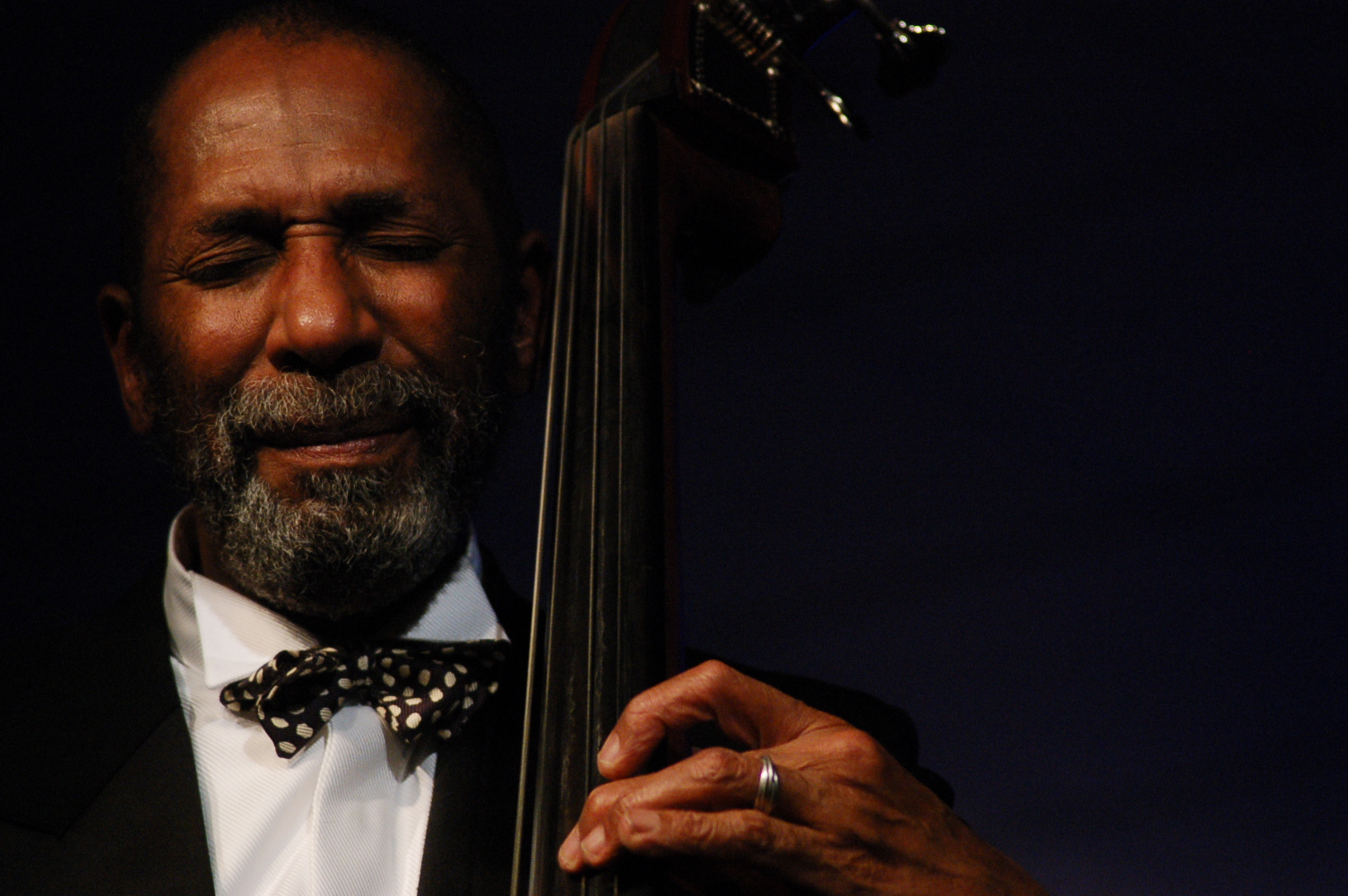
Ron Carter sur scène, en 2007

## Biographie

### Débuts
Ron Carter commence à jouer du violoncelle à l'âge de dix ans. Lorsque sa famille déménage dans la ville de Détroit au Michigan, il connaît la violence urbaine et est confronté aux stéréotypes racistes que prêche la classe musicale américaine à son époque. Après ses études secondaires à la Cass Technical High School (en), Carter est accepté à l'École de musique Eastman de Rochester (équivalent de nos conservatoires supérieurs de musique). En 1959, il reçoit son Bachelor of Arts (licence) ainsi qu'un Master of Arts (mastère 1) de la Manhattan School of Music en 1961. Le Chef d'orchestre Leopold Stokowski, impressionné par son jeu voudrait l'engager, mais les orchestres philharmoniques de l'époque n'étaient pas encore prêts pour embaucher des Afro-Américains, aussi Ron Carter se tourne-t-il vers le Jazz,.
En 1959 quand il arrive à New York, il fait ses premiers pas avec Randy Weston, Bobby Timmons, Cannonball Adderley, Jaki Byard et Chico Hamilton. Puis il enregistre ses premiers succès avec Eric Dolphy (un autre membre du combo de Chico Hamilton) et Don Ellis, en 1960. Carter travaille également avec Thelonious Monk, Gil Evans, Tommy Flanagan, Lena Horne, B.B. King, le Kronos Quartet, Art Farmer Helen Merrill et d'autres.

### Carrière
Carter joue dans le quintet de Miles Davis (incluant aussi Herbie Hancock, Wayne Shorter et Tony Williams) à partir de 1963, jusqu'en 1968. Il apparait ainsi sur les albums Seven Steps to Heaven (1963), E.S.P. (1965), Miles Smiles (janvier 1967), Sorcerer (mai 1967), Nefertiti (mars 1968), Miles in the Sky (juillet 1968) et Filles de Kilimanjaro (septembre 1968).
Après s'être séparé de Miles Davis, Ron Carter fut un pilier de CTI Records, avec des albums solos ainsi que de nombreuses collaborations avec d'autres musiciens de cette maison de disques, comme Wes Montgomery, Herbie Mann, Paul Desmond, George Benson, Jim Hall, Nat Adderley, Antônio Carlos Jobim, J. J. Johnson et Kai Winding, Eumir Deodato, Esther Phillips, Freddie Hubbard, Stanley Turrentine, Kenny Burrell, Chet Baker et bien d'autres.
Ron Carter s'est aussi produit et a enregistré avec Billy Cobham, Stan Getz, Coleman Hawkins, Joe Henderson, Horace Silver, et bien d'autres artistes de jazz reconnus, et a enregistré plus de 20 albums en tant que musicien principal.
Il participe également à l'album Low End Theory du groupe de hip-hop alternatif A Tribe Called Quest. En 1987, il a composé la musique du film Colère en Louisiane de Volker Schlondorff.
Ron Carter fut nommé professeur émérite du département de musique du City College of New York, de 1982 à 2002.
Il fait une apparition dans la série télévisée Treme sur HBO au cours de la saison 2.

### Archives
Les archives de Ron Carter sont déposées et consultables à la New York Public Library.

## Distinctions
- 1987 : lauréat du Grammy Award, catégorie "meilleure composition instrumentale" pour son album Call Sheet Blues[9],
- 1994 : lauréat du Grammy Award, catégorie "meilleure prestation de jazz instrumental", pour son album A Tribute To Miles[10],
- 1998 : lauréat du Jazz Master Award décerné par le National Endowment for the Arts[3],
- 2005 : élévation au grade de docteur honoris causa par le Berklee College of Music[11],
- 2010 : élévation au grade de Commandeur de l'Ordre des Arts et des Lettres[12],
- 2012 : création de la bourse Ron Carter par la Juilliard School[13],[14],
- 2016 : entrée au Livre Guiness des records comme contrebassiste ayant le plus enregistré, ayant à son actif 2221 enregistrement à la date du 15 septembre 2015[15].

## Discographie

### Solo
- 1961 : Where?
- 1966 : Out Front (Prestige Records)
- 1969 : Uptown Conversation
- 1973 : All Blues (CTI Records)
- 1973 : Blues Farm
- 1974 : Spanish Blue
- 1975 : Anything Goes
- 1976 : Yellow & Green
- 1976 : Pastels
- 1977 : Piccolo
- 1977 : Peg Leg
- 1978 : Standard Bearers
- 1979 : Parade
- 1980 : New York Slick (Milestone)
- 1980 : Patrao
- 1987 : La Passion Béatrice (bande originale du film de Bertrand Tavernier)
- 1990 : Carnaval
- 1991 : Meets Bach  (Blue Note)
- 1992 : Friends  (Blue Note)
- 1994 : Jazz, My Romance  (Blue Note)
- 1995 : Mr. Bow Tie  (Blue Note)
- 1995 : Brandenburg Concerto  (Blue Note)
- 1997 : The Bass and I
- 1998 : So What  (Blue Note)
- 1999 : Orfeu  (Blue Note)
- 2001 : When Skies Are Grey  (Blue Note)
- 2002 : Stardust (Blue Note)
- 2003 : The Golden Striker  (Blue Note)
- 2003 : Eight Plus
- 2003 : Ron Carter Plays Bach
- 2006 : Live at The Village Vanguard
- 2007 : Dear Miles
- 2008 : Jazz and Bossa

### Comme accompagnateur (sélection)
- Herbie Hancock -  Empyrean Isles (1964), Maiden Voyage (1965), Blow-Up (1966), Speak Like a Child (1968), VSOP: The Quintet (1977), Third Plane, Mr. Hands (1980), A Tribute to Miles (1994)
- Alice Coltrane - Huntington Ashram Monastery (1969), Ptah, the El Daoud (1970)
- Joe Henderson - Power To The People
- Sam Rivers - Fuchsia Swing Song, Contours
- Eric Dolphy - Out There (1960)
- Andrew Hill - Grass Roots, Lift Every Voice, Passing Ships
- Bobby Hutcherson - Components
- Wes Montgomery - So Much Guitar (1961)
- Oliver Nelson - Sound Pieces
- Miles Davis - Quiet Nights (1962), "Four" & More, My Funny Valentine, Live At the Plugged Nickel, Miles Smiles, ESP, Miles in the Sky, Seven Steps to Heaven, Sorcerer, Water Babies (sorti en 1976), Nefertiti, Filles de Kilimanjaro.
- Wayne Shorter - Speak No Evil (1964), The All Seeing Eye
- Joe Henderson - Mode for Joe (1966)
- McCoy Tyner - The Real McCoy, Expansions, Trident, Counterpoints, Supertrios, Extensions (1970) Fly with the wind (1976)
- Quincy Jones - Gula Matari (1970)
- Freddie Hubbard - Red Clay, (1970)
- Donald Byrd - Electric Byrd (1970)
- Gil Scott-Heron - Pieces of a man (1971)
- Roberta Flack - First Take (1970), Quiet Fire (1971), Killing Me Softly (1973)
- Billy Cobham - Spectrum (1973), The art of three (2002)
- Paul Desmond - Pure Desmond (1974)
- The Wiz (Original Motion Picture Soundtrack) (1978)
- Jim Hall - Alone Together (1986)
- Mystères à Twin Peaks (Television Series, 2nd Season) (1990)
- Twin Peaks: Fire Walk with Me (Motion Picture Soundtrack) (1993)
- Austin Peralta - Maiden Voyage (2006)
- Geri Allen - Twenty one (1994)
- A Tribe Called Quest - The Low End Theory (1991)
- Charles Thomas - The Finishing Touch ! (1994)
- Bobby Timmons - In person (1961)
- Bobby Timmons - Born to be blue ! (1963)
- Bobby Timmons - The soul man (1966)
- Bobby Timmons - Got to get it ! (1967)
- Flora Purim - Encounter (1977)
- Jane Monheit - Taking a Chance on Love (2004)